# Matka Polka (singel)
Matka Polka – singel polskiej piosenkarki Marie wydany 5 czerwca 2020 roku poprzez wytwórnię Thecutestlabel.

## Autorstwo i historia wydania
Muzykę i słowa do utworu stworzyła sama Marie. Wyprodukował go Producent Adam, a premiera singla w formacie digital download, streaming odbyła się 5 czerwca 2020 roku.

## Teledysk
Teledysk do utworu został opublikowany już 30 marca 2020 roku (prawie trzy miesiące przed premierą singla). Do sierpnia 2021 został odtworzony ponad 350 tysięcy razy.

## Notowania
| Terytorium | Notowanie                        | Pozycja | Źr.   |
| ---------- | -------------------------------- | ------- | ----- |
| Polska     | iTunes Top 100 Songs             | 55      | [ 4 ] |
| Polska     | iTunes Top 100 Alternative Songs | 4       | [ 4 ] |

| Terytorium | Notowanie               | Pozycja | Źr.   |
| ---------- | ----------------------- | ------- | ----- |
| Polska     | Lublista (Radio Lublin) | 1       | [ 5 ] |

## Lista utworów
| Digital download / media strumieniowe | Digital download / media strumieniowe | Digital download / media strumieniowe |
| Nr                                    | Tytuł utworu                          | Długość                               |
| ------------------------------------- | ------------------------------------- | ------------------------------------- |
| 1.                                    | „Matka Polka”                         | 2:50                                  |

## Twórcy

### Singel
- Julita Kusy – słowa, muzyka
- Adam Lato – aranżacja[2], produkcja[3]

## Historia wydania
| Obszar     | Data           | Format                      | Wersja   | Wytwórnia      | Źr.   |
| ---------- | -------------- | --------------------------- | -------- | -------------- | ----- |
| Cały świat | 5 czerwca 2020 | digital download, streaming | oryginał | Thecutestlabel | [ 1 ] |